# Оссовский, Готфрид Осипович
Готфрид Осипович (Иосифович) Оссовский (пол. Gotfryd Ossowski; 8 (20) ноября 1835, с. Козаровка Каневского уезда Киевской губернии — 16 (28) апреля 1897) — польско-русский геолог, археолог, палеонтолог, известный исследователь Волыни, Галичины, Подолии и Сибири. Участник Крымской войны и обороны Севастополя (1855—1856).
Член Антропологической комиссии Академии наук в Кракове (1878).

## Биография
Детство его прошло к небольшом поместье отца в Житомирском уезде Волынской губернии. Среднее образование получил в 1-й городской гимназии Житомира и в 1853 году поступил в Киевский университет, курс которого не окончил: в феврале 1855 года он был зачислен унтер-офицером в резервный батальон 35-го пехотного Брянского полка, через год стал юнкером, а в августе 1856 года произведён в прапорщики с переводом в действующую армию в Севастополь. В 1859 году женился на дочери помещика Мценского уезда Л. А. Богоявленской; в 1862 году вышел в отставку и поселился в Волынской губернии.
Первый период научной деятельности Г. О. Оссовского приходится на 1862—1874 годы и связан в основном с геологическим изучением Волыни. В это время он состоял действительным членом волынского статистического комитета. В 1866 году он составил и опубликовал первую геологическую карту этого региона, которую по замечаниям специалистов переделал в 1870 году и издал, в улучшенном виде, в 1870 году в Париже. Им были установлены местонахождения фарфоровой глины, различные видоизменения гранита, открыта новая горная порода, названная «волынитом» — разновидность диоритового порфирита.
Второй период (так называемый, польско-галицкий) начался в 1874 году, с момента переезда Г. О. Оссовского по приглашению польского археолога З. Дзяловского в Торунь. В 1878 году его избрали членом Антропологической комиссии Академии наук в Кракове и в следующем году он был приглашен заняться исследованиями верхнепалеолитических пещерных стоянок в окрестностях Кракова. В 1883—1884 годах он проводил раскопки в Машицкой пещере. В 1884 году он принимал участие в VI археологическом съезде в Одессе. В 1884 и 1887 годах он производил раскопки курганов в юго-западной России; раскопки Большого Рыжановского (скифского) кургана имели широкий научный резонанс.
После 18-летнего пребывания в Кракове он переехал в Сибирь, где в 1893 году он получил скромную должность дорожного техника сибирского почтового тракта. Здесь он занимался геогидрологическими исследованиями, соединяя их со своими любимыми археологическими изысканиями: исследовал пещеры на реке Чарыше на Алтае; занимался раскопками курганов в Каинском округе, близ о. Чаны.
16 (28) апреля 1897 года Г. О. Оссовский скончался от тифа, осложнённого пневмонией.

## Основные научные труды
- Оссовский Г. Норинская каменоломня Овручского уезда // Волынские губернские ведомости. — 1865. — № 32. — С. 215—216.
- Оссовский Г. О гиперитах на Волыни и в особенности о гиперите Горошковском // Волынские губернские ведомости. — 1865. — № 39-40.
- Оссовский Г. Важность геогнозии в практическом её применении и в особенности на Волыни // Волынские губернские ведомости. — 1865. — № 44.
- Оссовский Г. Горный хрусталь на Волыни // Волынские губернские ведомости. — 1866. — № 2.
- Оссовский Г. Геолого-геогностический очерк Волынской губернии // Труды Волынского губернского статистического комитета. — Житомир, 1867. — Вып. 1. — С. 152—352.
- Оссовский Г. Из путевых заметок по Житомирскому и Овручскому уезду // Волынские губернские ведомости. — 1868. — № 21-24.
- Оссовский Г. Из путевых заметок по Волыни // Волынские губернские ведомости. — 1868. — № 76-78, 94-96, 101—104, 107—111.
- Оссовский Г. Из путевых заметок по Волынской губернии (Наблюдения о состоянии землевладений … фабричной промышленности, археологические, этнографические заметки, местные предания и легенды). — Житомир, 1869. — 33 с.
- Оссовский Г. О. О волыните // Труды III съезда русских естествоиспытателей в Киеве (1871). Киев, 1873.
- Ossowski G. Sprawozdanie z badan archeologicznych w Prusach Krolewskich z polecenia Komisji Antropologicznej Akad. Um. w Krakowie, dokonane w r. 1878 // Zbior wiadomosci do antropologii Krajowej (ZWAK). — Krakow, 1879. — Т. 3. — S. 74-91.
- Ossowski G. Sprawozdanie z badan geologiczno-antropologicznych, dokonanych w r. 1879 w jaskiniach okolic Krakowa // ZWAK. — 1880. — T. 4. — S. 35.
- Оссовский Г. О. Опыт хронологической классификации находок каменного века // Труды VI археологического съезда в Одессе (1884 г.). Одесса, 1886. Т. I.
- Ossowski G. Wielki kurhan Ryzanowski. — Krakow, 1888.
- Ossowski G. Sprawozdanie drugie z wycieczki paleoetnologicznej po Galicyi // ZWAK. — Krakow, 1891.- Т. XV. — S. 2-3.
- Оссовский Г. О. О геологическом и палеоэтнологическом характере пещер юго-западной окраины европейской России и смежных с нею областей Галиции // Труды Томского об-ва естествоиспытателей и врачей. — Томск, 1895. — Вып. 5. — С. 27-48.
- Оссовский Г. О. Отчёт о геологических исследованиях с целью изыскания источников водоснабжения г. Томска, произведенных в 1893 и 1894 годах. Томск: Издание Томского губернского статистического комитета, 1895.
- Оссовский Г. О. Геогидрологические исследования Барабы: Отчет о командировке по исследованию водоснабжения переселенческих участков в Барабе, состоявшейся летом 1894 г. по поручению Г. Томского губернатора. — Томск: Томск. губ. стат. ком-т, 1895. — [4]+VI+157 с.; [2] вкл. л. карт. и план.
- Оссовский Г. О. Геогидрологические исследования Томского и Мариинского округов: Отчет о командировке по исследованию водоснабжения маловодных переселенческих участков в Томском и Мариинском округах, состоявшейся летом 1895 г., по поручению Г. Томского губернатора / С прилож. отчетной карты. — Томск: Томск. губ. стат. ком-т, 1896. — [6]+IV+114 с.; 1 вкл. л. карт.